# Vishva Hindu Parishad
Vishva Hindu Parishad (IPA : Viśva Hindū Pariṣada, abréviation VHP, littéralement : Conseil hindou mondial) est une organisation nationaliste hindoue fondée en Inde et dont l'idéologie est basée sur l'hindutva.

## Histoire
Le Vishva Hindu Parishad est fondé en 1964 par Madhav S. Golwalkar (en) et Shivram S. Apte (en) en collaboration avec Swami Chinmayananda. Son principal objectif est « d'organiser, de consolider la société hindoue et de servir et protéger le dharma hindou. ».
Le VHP fait partie du Sangh Parivar, une fédération d'organisations nationalistes hindoues sous la tutelle du Rashtriya Swayamsevak Sangh (RSS) et est impliqué dans des projets de services sociaux en Inde, comme la construction et la rénovation de temples hindous (ou mandir), la question de l'abattage des bovins (en), la conversion religieuse, le différend Ayodhya (en) et son implication dans la démolition du Babri Masjid (en).
Il est impliqué dans les pogroms antimusulmans de 2002 au Gujarat , qui firent jusqu'à 2 000 morts, et semble avoir planifié à l'avance les violences.